# Борисовский район (Минская область)

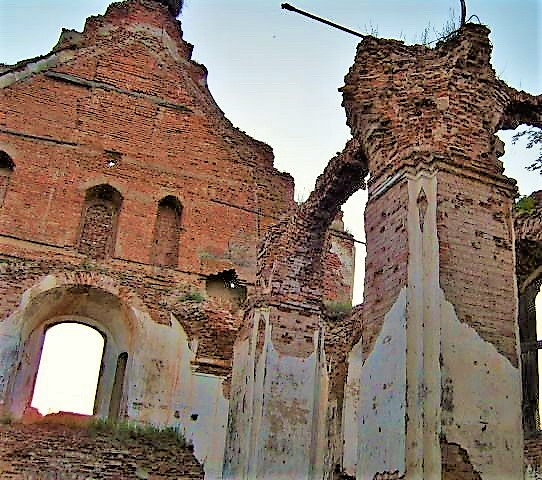
Костёл Вознесения Пресвятой Девы Марии в Зембине, 1809 год

Бори́совский райо́н (бел. Бары́саўскі раён) — административная единица на северо-востоке Минской области Республики Беларусь. Административный центр — город Борисов.
Численность населения — 167 032 человек (на 1 января 2025 года).

## История
Район образован 17 июля 1924 года. До 9 июня 1927 года входил в состав Борисовского округа, в 1927—1930 годах — в Минском округе, в 1930—1938 годах — в прямом республиканском подчинении. С 15 января 1938 года входит в состав Минской области.
Борисовский район был образован 17 июля 1924 года, первоначально входил в состав Борисовского округа Белорусской ССР. 21 августа 1925 года 2 сельсовета переданы Зембинскому району. 22 сентября 1927 года Зембинский район упразднён, большая часть его территории передана Борисовскому району. 8 июля 1931 был упразднён Холопеничский район, часть его территории (2 сельсовета) была передана Борисовскому району, но 12 февраля 1935 года Холопеничский район образован повторно, и эти сельсоветы переданы в его состав.
20 января 1960 года Борисовскому району переданы два сельсовета (Иканский и Мстижский) упразднённого Бегомльского района и один сельсовет (Моисеевщинский сельсовет) упразднённого Холопеничского района. 25 декабря 1962 года Борисовскому району переданы рабочий посёлок Зелёный Бор, городской посёлок Жодино и Жодинский сельсовет из состава Смолевичского района, 6 января 1965 года они возвращены Смолевичскому району.
31 июля 2006 года Борисовский район и город Борисов объединены в одну административно-территориальную единицу – Борисовский район с административным центром город Борисов.

## Геральдика
Герб утверждён решением Борисовского городского Совета депутатов от 29 декабря 1999 года № 16 и зарегистрирован в Гербовом матрикуле Республики Беларусь 23 мая 2000 года № 41.
Флаг утверждён решением Борисовского городского Совета депутатов от 15 января 2001 года № 65 и зарегистрирован в Гербовом матрикуле Республики Беларусь 6 апреля 2001 года.

## Административное устройство
В районе 12 сельсоветов:
- Велятичский
- Веселовский
- Гливинский
- Зембинский
- Иканский
- Лошницкий
- Мётченский
- Моисеевщинский
- Мстижский
- Неманицкий
- Пересадский
- Пригородный

Упразднённые сельсоветы:
- Бродовский
- Забашевичский
- Зачистский
- Кищинослободской
- Корсаковичский
- Новосёлковский
- Оздятичский
- Трояновский
- Холхолицкий
- Черневичский

## География
Площадь 2987,6 км² (1-е место среди районов в Минской области). Район граничит с Березинским, Крупским, Смолевичским и Логойским районами Минской области, а также с Витебской областью.
На юге района расположена Центральноберезинская равнина, в центре (с северо-запада на юго-восток) — Борисовская моренная гряда, на северо-западе — плоская заболоченная Верхнеберезинская низина. Имеются месторождения торфа (около 20 млн т), песчано-гравийного материала (более 6 млн м³), кирпичных глин (800 тысяч м³). 67% сельскохозяйственных земель — дерново-подзолистые, 16% — торфяно-болотные, 9% — дерново-глеевые и аллювиально-дерновые, 7,8% — дерново-подзолистые глеевые.
Основные реки — Березина, Плиса, Бобр, Гайна, Сха, Маска. На севере района находятся Домжерицкое болото и озеро Палик. 51,5% территории района покрыто лесом. Самое распространённое дерево в лесах — сосна, менее распространены берёза, ольха, осина.
На территории района расположены южная часть старейшего в республике Березинского биосферного заповедника и целиком Черневский заказник республиканского значения (создан в 1979 году, площадь 1000 га).

## Демография
Население района на 1 января 2016 года составляет 181 946 человек, в том числе в городе Борисове 143 919 человек. Всего насчитывается 303 населённых пункта. Согласно переписи населения, проведённой в 2009 году, в Борисовском районе проживало 188 142 человек, в том числе 90 052 мужчин (47,9 %) и 98 090 женщин (52,9 %). Городское население Борисовского района составило 147 381 человек (78,3 %), сельское — 49 761 человек (21,7 %). Удельный вес населения Борисовского района, указавшего белорусский язык в качестве родного составил 51,57 % от общей численности населения. Удельный вес населения Борисовского района, указавшего белорусский язык в качестве языка, на котором обычно разговаривают дома в 2009 году составил 16,27 % от общей численности населения.
В 2018 году 17,2% населения района было в возрасте моложе трудоспособного, 56,9% — в трудоспособном, 25,9% — старше трудоспособного. Ежегодно в Борисовском районе рождается 1800—2250 детей и умирает 2300—2550 человек. Уровни рождаемости (10,2 на 1000 человек в 2017 году) и смертности (13,4) ниже среднего по Минской области. Наблюдается естественная убыль населения, и ежегодно численность населения уменьшается на 50—600 человек по естественным причинам (-576 по итогам 2017 года). В 2017 году в Борисовском районе было заключено 1320 браков (7,3 на 1000 человек) и 697 разводов (3,9); уровень разводов в районе самый высокий в области (наряду с Жодино).
Население района на 1 января 2018 года составляет 180 639 человек, в том числе городское население — 143 051 жителей (79,19 %), сельское население — 37 588 жителей (20,81 %).
На 1 января 2023 года численность населения — 170 022 человек, в том числе городское население — 136 409 человек, сельское население — 33 613 человек. 
Численность населения — 167 032 человек (на 1 января 2025 года), в том числе городское (Борисов) — 134 732 человек, сельское — 32 300 человек. 
| Численность населения (по годам) | Численность населения (по годам) | Численность населения (по годам) | Численность населения (по годам) | Численность населения (по годам) | Численность населения (по годам) | Численность населения (по годам) | Численность населения (по годам) | Численность населения (по годам) | Численность населения (по годам) | Численность населения (по годам) |
| 1969                             | 1996                             | 2000                             | 2001                             | 2002                             | 2003                             | 2004                             | 2005                             | 2006                             | 2007                             | 2008                             |
| -------------------------------- | -------------------------------- | -------------------------------- | -------------------------------- | -------------------------------- | -------------------------------- | -------------------------------- | -------------------------------- | -------------------------------- | -------------------------------- | -------------------------------- |
| 148 600                          | ▲ 201 800                        | ▼197 806                         | ▼196 291                         | ▼194 816                         | ▼194 813                         | ▼193 218                         | ▼191 861                         | ▼190 353                         | ▼189 605                         | ▼189 195                         |
| 2009                             | 2010                             | 2011                             | 2012                             | 2013                             | 2014                             | 2015                             | 2016                             | 2017                             | 2018                             | 2019                             |
| ▼188 891                         | ▼187 659                         | ▼186 325                         | ▼185 257                         | ▼184 561                         | ▼183 750                         | ▼183 010                         | ▼181 946                         | ▼181 149                         | ▼180 639                         | ▼180 049                         |
| 2020                             | 2021                             | 2022                             | 2023                             | 2024                             | 2025                             |                                  |                                  |                                  |                                  |                                  |
|                                  |                                  |                                  | ▼170 022                         |                                  | ▼167 032                         |                                  |                                  |                                  |                                  |                                  |

| Национальный состав по переписи населения 2009 года (всего — 188 142 человека) | Национальный состав по переписи населения 2009 года (всего — 188 142 человека) | Национальный состав по переписи населения 2009 года (всего — 188 142 человека) | Национальный состав по переписи населения 2009 года (всего — 188 142 человека) | Национальный состав по переписи населения 2009 года (всего — 188 142 человека) | Национальный состав по переписи населения 2009 года (всего — 188 142 человека) | Национальный состав по переписи населения 2009 года (всего — 188 142 человека) |
| Народ                                                                          | Всего                                                                          | Всего                                                                          | г. Борисов                                                                     | г. Борисов                                                                     | сельское                                                                       | сельское                                                                       |
| Народ                                                                          | чел.                                                                           | %                                                                              | чел.                                                                           | %                                                                              | чел.                                                                           | %                                                                              |
| ------------------------------------------------------------------------------ | ------------------------------------------------------------------------------ | ------------------------------------------------------------------------------ | ------------------------------------------------------------------------------ | ------------------------------------------------------------------------------ | ------------------------------------------------------------------------------ | ------------------------------------------------------------------------------ |
| Белорусы                                                                       | 159 517                                                                        | 84,79%                                                                         | 121 992                                                                        | 82,77%                                                                         | 37 525                                                                         | 92,06%                                                                         |
| Русские                                                                        | 20 915                                                                         | 11,12%                                                                         | 18 551                                                                         | 12,59%                                                                         | 2364                                                                           | 5,8%                                                                           |
| Украинцы                                                                       | 3305                                                                           | 1,76%                                                                          | 2909                                                                           | 1,97%                                                                          | 396                                                                            | 0,97%                                                                          |
| Поляки                                                                         | 436                                                                            | 0,23%                                                                          | 356                                                                            | 0,24%                                                                          | 80                                                                             | 0,2%                                                                           |
| Армяне                                                                         | 251                                                                            | 0,13%                                                                          | 194                                                                            | 0,13%                                                                          | 57                                                                             | 0,14%                                                                          |
| Евреи                                                                          | 248                                                                            | 0,13%                                                                          | 243                                                                            | 0,16%                                                                          | 5                                                                              | 0,01%                                                                          |
| Цыгане                                                                         | 193                                                                            | 0,1%                                                                           | 175                                                                            | 0,12%                                                                          | 18                                                                             | 0,04%                                                                          |
| Татары                                                                         | 153                                                                            | 0,08%                                                                          | 139                                                                            | 0,09%                                                                          | 14                                                                             | 0,03%                                                                          |
| Азербайджанцы                                                                  | 145                                                                            | 0,08%                                                                          | 127                                                                            | 0,09%                                                                          | 18                                                                             | 0,04%                                                                          |
| Молдаване                                                                      | 86                                                                             | 0,05%                                                                          | 67                                                                             | 0,05%                                                                          | 19                                                                             | 0,05%                                                                          |
| Литовцы                                                                        | 81                                                                             | 0,04%                                                                          | 65                                                                             | 0,04%                                                                          | 16                                                                             | 0,04%                                                                          |

|                                               | 2010 | 2011 | 2012 | 2013 | 2014 | 2015 | 2016 | 2017 |
| --------------------------------------------- | ---- | ---- | ---- | ---- | ---- | ---- | ---- | ---- |
| Рождаемость (на 1000 человек)                 | 10,6 | 10,7 | 11,7 | 12,2 | 12,2 | 12,4 | 11,9 | 10,2 |
| Смертность (на 1000 человек)                  | 13,6 | 13,7 | 13,3 | 13,5 | 13,2 | 12,7 | 13,2 | 13,4 |
| Естественный прирост (на 1000 человек)        | -3   | -3   | -1,6 | -1,3 | -1   | -0,3 | -1,3 | -3,2 |
| Естественный прирост (в абсолютном выражении) | -568 | ...  | ...  | -236 | -177 | -67  | -240 | -576 |
| Миграционный прирост (в абсолютном выражении) | -766 | ...  | ...  | -575 | -563 | -997 | -557 | +66  |

## Экономика
Средняя зарплата работников в Борисовском районе составила 84,6% от среднего уровня по Минской области.
Выручка от реализации продукции, товаров, работ, услуг за 2017 год составила 2521,8 млн рублей (около 1276 млн долларов), в том числе 116,4 млн рублей (4,62%) пришлось на сельское, лесное и рыбное хозяйство, 1692,8 млн (67,13%) на промышленность, 82,4 млн (3,27%) на строительство, 525 млн (20,82%) на торговлю и ремонт, 105,3 млн (4,18%) на прочие виды экономической деятельности.

### Предприятия
- СЗАО «Белджи» — белорусско-китайское совместное предприятие по сборке китайских легковых автомобилей Geely. Размещено на площадях ОАО «Борисовский завод «Автогидроусилитель» под Борисовом.

### Сельское хозяйство
В 2017 году сельскохозяйственные организации района собрали 91,8 тыс. т зерновых и зернобобовых культур при урожайности 32 ц/га (средняя по области — 35 ц/га). В 2013—2014 годах в районе прекратилось выращивание в промышленных масштабах сахарной свёклы и льна-долгунца. Под зерновые культуры в 2017 году было засеяно 28,7 тыс. га пахотных площадей, под кормовые культуры — 24,6 тыс. га.
В 2017 году сельскохозяйственные организации района реализовали 13 тыс. т мяса скота и птицы и произвели 74,4 тыс. т молока (средний удой — 5000 кг). На 1 января 2018 года в сельскохозяйственных организациях района содержалось 38 тыс. голов крупного рогатого скота, в том числе 14,8 тыс. коров.

### Транспорт
Через район проходят железная дорога и автомагистраль Москва — Брест, автодороги на Плещеницы, Бегомль и Березино.

## Здравоохранение
В 2016 году в организациях Министерства здравоохранения Республики Беларусь, расположенных на территории района, работало 494 практикующих врача и 1894 средних медицинских работника. На 10 000 человек приходилось 72 больничных койки (всего — 1308 коек).

## Образование
В 2017/2018 учебном году в районе действовало 61 учреждение дошкольного образования, которое обслуживало 8243 ребёнка, и 44 учреждения общего среднего образования, в которых обучалось 18 516 детей. Учебный процесс обеспечивало 2116 учителей.
В Борисове расположены 3 учреждения среднего специального образования:
- Борисовский государственный политехнический колледж — филиал БНТУ (специальности «Производство и техническая эксплуатация приборов и аппаратов», «Экономика и организация производства», «Техническая эксплуатация автомобилей», «Технология машиностроения», «Промышленная теплоэнергетика», «Геодезия»);
- Борисовский государственный колледж (9 отделений с различными специальностями);
- Борисовский государственный медицинский колледж (специальности «Лечебное дело» и «Сестринское дело»).

## Культура

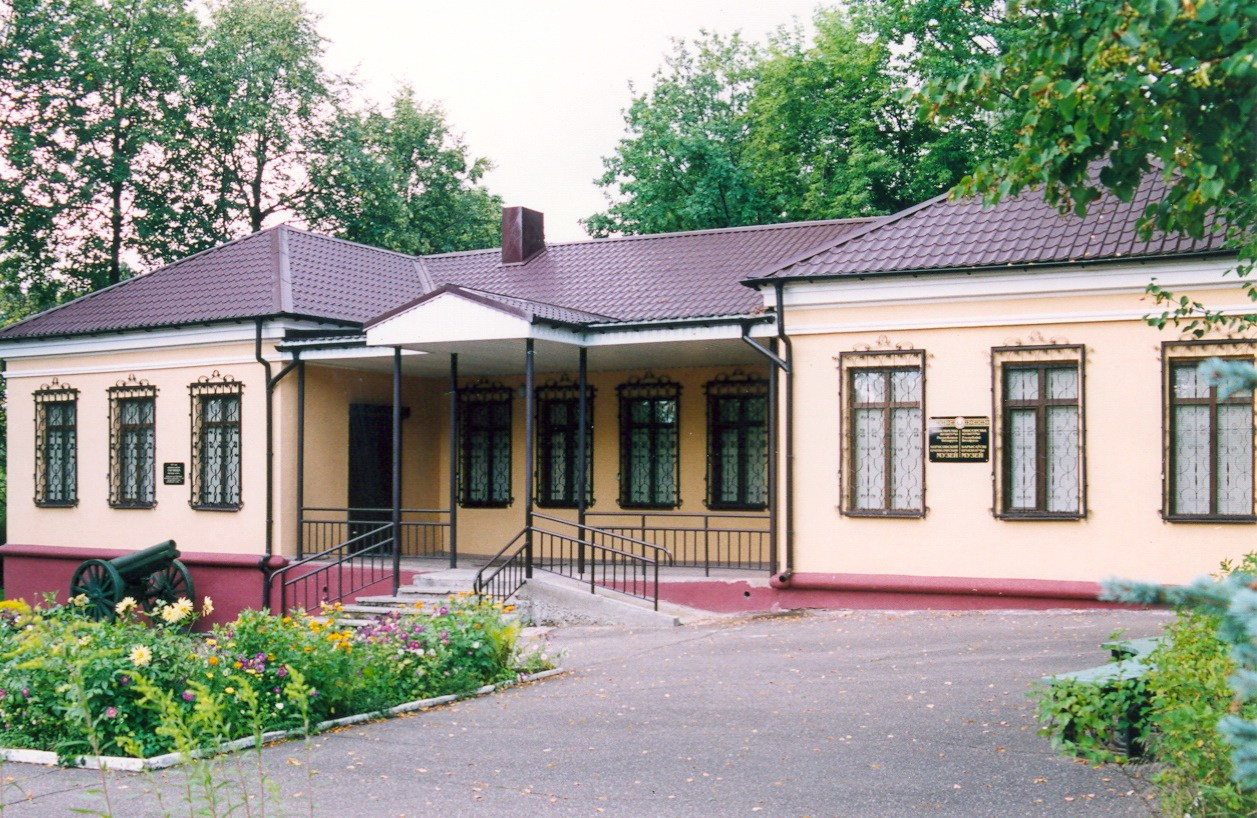
Борисовский объединённый музей

В 2017 году публичные библиотеки района посетили 45,2 тыс. человек, которым было выдано 906,7 тыс. экземпляров книг и журналов. В 2017 году в районе действовало 38 клубов.
В Борисове действует Борисовский объединённый музей с 41,5 тыс. музейных предметов основного фонда. В 2016 году его посетили 32,1 тыс. человек. В аг. Зембин расположен Музей Народной славы (филиал Борисовского объединённого музея).

### Также расположены
- Музей советской военной техники в Борисов
- Дом-усадьба имени И. Х. Колодеева в Борисов
- Музей ОАО «Борисовский завод агрегатов» в Борисов
- Музей ОАО «Борисовский завод автотракторного электрооборудования» в Борисов

## Достопримечательности

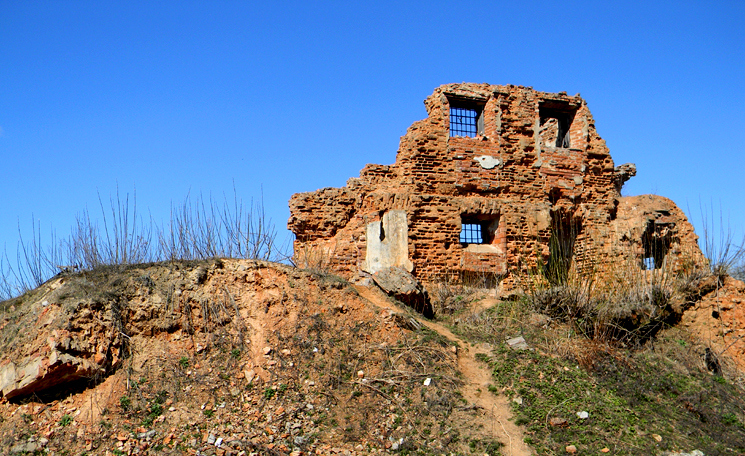
Борисовский замок

- Фрагменты Борисовского замка в Борисов.
- В посёлке Зембин располагается Костел Вознесения Пресвятой Девы Марии. В 1640 году в Зембине был основан монастырь ордена доминиканцев. Его организацией занимались Виленский подвоевода Адам Сакович (Adam Sakowicz) и его жена Марианна (Marcjanna), урожденная Тышкевич (Tyszkiewicz). Под монастырь был отдан деревянный костёл Вознесения Девы Марии, возведенный в 1609 году. Супруги отписали монастырю и фольварк Поляны с правом удить рыбу из окрестных озёр, варить и продавать медовуху, пиво.
- В 1790 году деревянный костёл сгорел, и через 20 лет на его месте из кирпича был воздвигнуто новое монументальное сооружение. При монастыре была школа, большая библиотека, уничтоженная французами во время войны 1812 года.
- В XIX веке был конфискован в казну и восстановлен как костёл в самом начале XX века. Его даже успели отреставрировать, в 1932 году закрыт. С тех пор костёл постепенно разрушался, и сейчас от него осталась только фронтальная стена со скульптурой Девы Марии под крестом.
- Также представляет интерес усадебно-парковый комплекс в агрогородке Старо-Борисов. Здесь находилось поместье князя Радзивилла, состоящее из богатого дворца, в котором были собраны коллекции оружия, монет и произведений живописи. Впоследствии усадьба перешла во владение к царской семье, великим князьям Романовым. Она была выкуплена великими князьями Николаем и Петром Николаевичами. Потом поместье было продано в казну, а из казны в 1899 году выкуплено августейшей Александрой Федоровной и поручено эконому Д. П. Мещеринову. Он отреставрировал разрушенное деревянное здание дома Наполеона времён войны 1812 года как исторический памятник (с 13 (25 по новому стилю) на 14 (26 по новому стилю) ноября Наполеон провел ночь в радзивилловском поместье в Староборисове). Получилась довольно впечатляющая деревянная постройка, которая сохранила свою былую планировку — 12 комнат, сени. В 1899—1900 годах к дому была пристроено шатровая церковь. Одновременно был сооружён каменный дворец, к которому проложили шоссе и провели телефон. В начале Великой Отечественной войны в этом доме находился штаб группы армий «Центр».
- Мемориальный комплекс «Брилевское поле». В Студёнке расположен памятник, посвящённый событиям 1812 года, на месте боев 26—29 ноября между французскими корпусами и русскими армиями Чичагова и Витгенштейна на обеих берегах реки Березина во время переправы Наполеона (скульптор — Анатолий Артимович).

### Памятники природы, заказники
- Березинский биосферный заповедник — южная часть
- «Борисовский» — республиканский ландшафтный заказник «Борисовский» (частично Смолевичский район)
- «Черневский» — заказник республиканского значения
- «Зембинский» — заказник местного значения
- «Парк Буденичи» — ботанический памятник природы местного значения
- «Парк в д. им. Воровского» — ботанический памятник природы местного значения
- «Парк «Кричинский сад» — ботанический памятник природы местного значения
- «Парк в д. Мстиж» — ботанический памятник природы местного значения
- «Парк в д. Скуплино» — ботанический памятник природы местного значения

## Спорт

Борисов-Арена

- Борисов-Арена
- Городской стадион в Борисов

## Почётные граждане
Ниже представлен список обладателей звания «Почётный гражданин Борисовского района»:
- Дятко Томаш Антонович (1924—2022) — участник Великой Отечественной войны.
- Лопатин, Пётр Григорьевич (1907—1974) — Герой Советского Союза.
- Лукьянов Иван Ефимович (1923–2013) — участник Великой Отечественной войны[43]
- Можейко Иван Михайлович (1905—1985) — депутат Верховного Совета БССР.
- Павловец Марфа Васильевна (1916—2007) — заслуженный врач БССР.
- Самцова Раиса Семёновна (род. 1939) — специалист в области сельского хозяйства.
- Толстиков Павел Фёдорович (1904—1985) — военачальник.
- Юшко, Авенир Аркадьевич (1924—2018) — участник Великой Отечественной войны.

## Международные отношения
- Украина, Мелитополь[44]